# دائرة ميراغوان
دائرة ميراغوان هي إحدى الدوائر الثلاث في إدارة نيبيس في هايتي. يبلغ عدد سكانها 113169 في إحصائيات 2003، تتبعها أربعة بلديات ويبدأ رمزها البريدي بالرقم 74.